# Borolia extincta
Borolia extincta är en fjärilsart som beskrevs av Achille Guenée 1852. Borolia extincta ingår i släktet Borolia och familjen nattflyn. Inga underarter finns listade i Catalogue of Life.